# 743 Eugenisis
743 Eugenisis è un asteroide della fascia principale del diametro medio di circa 53,17 km. Scoperto nel 1913, presenta un'orbita caratterizzata da un semiasse maggiore pari a 2,7930878 UA e da un'eccentricità di 0,0587293, inclinata di 4,83448° rispetto all'eclittica.
Il suo nome è composto dalle parole greche eu, buona, e genesis, nascita, in riferimento alla nascita della figlia dello scopritore.